# أياكس أمستردام موسم 2016–17
كان موسم 2016–17 هو الموسم الـ117 لنادي أياكس والموسم الـ61 على التوالي للنادي في الدوري الهولندي، شارك نادي أياكس في الدوري الهولندي الممتاز وكأس هولندا ودوري أبطال أوروبا والدوري الأوروبي. تم إجراء التدريب الأول في 25 يونيو 2016. أقيم اليوم المفتوح التقليدي لنادي أياكس أمستردام لكرة القدم في 29 يوليو 2016.